# Kolenhaven (Lummen)
De Kolenhaven van Lummen is een insteekhaven aan de oostzijde van het Albertkanaal in het gehucht Genenbos te Lummen. De haven ligt in de nabijheid van de deelgemeentes Viversel en Eversel/Ubersel van de gemeente Heusden-Zolder. Ze ligt in de waardevolle vallei van de Mangelbeek en staat in de omtrek bekend als "de Lossing".

## Gebruik
Deze haven werd, net zoals de kolenhaven van Beringen, gebruikt om steenkool op binnenschepen te laden. Deze steenkool werd via een speciaal aangelegde, ongeveer 8km lange spoorweg (het Routeke), van de steenkoolmijn van Zolder aangevoerd. De vette steenkolen werden per schip vooral richting de Luikse staalindustrie en de haven van Antwerpen gevoerd.
Sinds de sluiting van de Zolderse steenkoolmijn wordt de haven gebruikt door enkele plaatselijke bedrijven om bulkgoederen (zand en dergelijk) te laden en te lossen.
Verder is er een scheepswerf te vinden die kleinere schepen (plezierjachten) herstelt.
Aan de haven is in 2015 een windturbine geplaatst om elektriciteit op te wekken.

## Geschiedenis
De haven werd in 1938 voltooid en had in eerste instantie 1 rollende portaalkraan om de steenkoolkubels te lossen. In juni 1957 werd een tweede portaalkraan gemonteerd.
Na de sluiting van de Zolderse steenkoolmijn in 1992 is de activiteit in de haven sterk afgenomen.
De spoorweg richting de mijn van Zolder werd opgebroken en vervangen door een fietspad dat deel uitmaakt van het Limburgse fietsroutenetwerk (tussen knooppunt 304 en 311) en wordt aangeduid als fietssnelweg F752.

## Opwaardering kolenhaven
Sinds de jaren 2010 is er sprake van om de kolenhaven opnieuw op te waarderen en meer watergebonden-industrie aan te trekken. Echter is de bereikbaarheid van de haven via de weg niet optimaal, waardoor er gezocht moet worden naar een betere ontsluiting om het extra vrachtveerkeer beter te laten verlopen. Indien de ontsluiting niet verbeterd wordt, zal het extra vrachtverkeer, allemaal via de reeds drukke woonkernen van Genenbos, Viversel en Ubersel moeten verlopen. Hierdoor is het dossier van de opwaardering van de kolenhaven al enkele malen vast komen te zitten. De Vlaamse regering heeft eind 2020 beslist om opnieuw naar een oplossing van deze ontsluiting gaan te zoeken.
Op 14 mei 2021 werd aangekondigd dat er een nieuwe 3 maanden durende studie zal worden uitgevoerd door een studiebureau, om de knoop rond de ontsluiting van de kolenhaven te ontwarren. In tussentijd wordt er op de brug van Genenbos een tonnagebeperking ingevoerd, zodat het vrachtverkeer aan beide kanten van het kanaal gespreid blijft.